# Trichoglottis orchidea
Trichoglottis orchidea là một loài thực vật có hoa trong họ Lan. Loài này được (J.König) Garay miêu tả khoa học đầu tiên năm 1972.